# آلگا (شهرستان استرلیتاماکسکی، باشقیرستان)
آلگا (انگلیسی: Alga, Sterlitamaksky District, Republic of Bashkortostan) یک شهرک در شهرستان استرلیتاماکسکی استان باشقیرستان کشور روسیه است.